# Giovanni Carlo Vincenzo Giovio
Giovanni Carlo Vincenzo Gaspare Costantino Antonio Giovio (francese: Jean-Charles-Vincent-Gaspar-Constantin-Antoine Giovio; Perugia, 5 aprile 1729 – Roma, 11 ottobre 1793) è stato un arcivescovo cattolico italiano.

## Biografia
Giovanni Carlo Vincenzo Giovio nacque a Perugia da una nobile famiglia di Cesena. Ordinato sacerdote nell'agosto 1775 all'età di 45 anni, fu nominato arcivescovo metropolita di Avignone da papa Pio VI il settembre successivo e consacrato in ottobre dal cardinale Giuseppe Maria Doria Pamphilj. Fu nominato uditore della Camera Apostolica dal cardinale Jean-François-Joseph de Rochechouart e uditore della nunziatura apostolica in Francia, dove occupò per breve tempo anche la carica di internunzio.
Fu vice-legato pontificio ad Avignone a titolo provvisorio. Durante la Rivoluzione francese, nel maggio 1790, rifiutò di prestare il giuramento costituzionale richiesto dalla costituzione civile del clero. Ammalatosi, si ritirò a Villeneuve-les-Avignon e uno dei suoi canonici di nome Malière, che si era rifiutato di essere nominato vicario generale, riteneva che il seggio episcopale fosse vacante e lo proclamò vicario della diocesi fino a quando non fu lasciato libero. Nell'agosto 1792 dal vescovo costituzionale fu sostituito da François-Régis Rovère come vescovo costituzionale del dipartimento del Vaucluse. Giovio, anche se arcivescovo legittimo, si ritirò in Italia e morì a Roma l'11 ottobre 1793.

## Genealogia episcopale
La genealogia episcopale è:
- Cardinale Scipione Rebiba
- Cardinale Giulio Antonio Santori
- Cardinale Girolamo Bernerio, O.P.
- Arcivescovo Galeazzo Sanvitale
- Cardinale Ludovico Ludovisi
- Cardinale Luigi Caetani
- Cardinale Ulderico Carpegna
- Cardinale Paluzzo Paluzzi Altieri degli Albertoni
- Papa Benedetto XIII
- Papa Benedetto XIV
- Cardinale Enrico Enriquez
- Arcivescovo Manuel Quintano Bonifaz
- Cardinale Buenaventura Córdoba Espinosa de la Cerda
- Cardinale Giuseppe Maria Doria Pamphilj
- Arcivescovo Giovanni Carlo Vincenzo Giovio